# Mocsári Károly
Mocsári Károly (Budapest, 1962. december 6. –) Liszt Ferenc-díjas magyar zongoraművész.

## Tanulmányok
Zenei tanulmányait az általános iskolával együtt kezdte a monori zeneiskolában. Tízévesen már a Zeneakadémia Előkészítő Tagozatára járt, Nádor György osztályába, aki a diploma megszerzéséig egyedüli tanára maradt. Tizenhat évesen az intézmény rendes hallgatója lett, majd három évvel később művészképzős. Közben részt vett Yvonne Lefébure nyári mesterkurzusain Párizsban.
1985-ben diplomázott. Ezután a philadelphiai Curtis Intézetben vett részt posztgraduális képzésen, Jorge Boletnál tanult egy évig, a texasi Van Cliburn Foundation ösztöndíjával, majd ezt követően 1986-ban Párizsban telepedett le.

## Díjak
Már főiskolás éveiben is több rangos nemzetközi verseny díjazottja volt. 1981-ben – tizenkilenc évesen – különdíjas a budapesti nemzetközi Liszt-Bartók zongoraversenyen. A következő, 1986-os versenynek ő lett a győztese. Megnyerte továbbá a londoni Terence Judd Alapítvány díjáért folyó versenyt és a Cziffra Alapítvány versenyét 1985-ben. Különdíjat kapott 1983-ban Athénben. Díjnyertes volt számos nemzetközi versenyen: 1982-ben Barcelonában, 1984-ben Montrealban, 1985-ben Fort Worthben a Van Cliburn versenyen és 1986-ban a tel-avivi Rubinstein versenyen.
- Liszt Ferenc-díj (2019)

## Hazai és nemzetközi karrier
Nemzetközi karrierje 1984-ben kezdődött. Azóta az 5 kontinens több mint 40 országának olyan jelentős koncerttermeiben is szerepelt, mint a Schauspielhaus és a Reichstag Berlinben, a bonni Beethoven Halle, a stuttgarti Liederhalle, a londoni Wigmore Hall, Royal Festival Hall, a manchesteri Free Trade Hall, Royal Exchange Theatre, a párizsi Salle Gaveau, Theatre des Champs Elysées, Theatre de la Ville, Auditorium de Louvre, a zágrábi Lisinski Hall, a montreali Theatre Maisonneuve, a mexikói és katari Operaház, a tajpeji National Concert Hall, a yokohamai Kanagawa Hall…
Szólistája volt többek között a következő zenekaroknak: Manchester Hallé, The London Philharmonia, English Chamber Orchestra, Jerusalem Symphony Orchestra,  New-Zealand Symphony, Berlin Radio Orchestra, Sinfonieorchester Basel, Budapesti Fesztivál Zenekar, Magyar Nemzeti Filharmonikusok. Fellépett az izraeli és a montreali szimfonikusokkal is.
Neves hazai és külföldi karmesterekkel, rendezőkkel, színészekkel és kamarapartnerekkel dolgozott, akik között van Youri Bashmet, Jean Efflam Bavouzet, Peter Brook, Sir Andrew Davis, David Grimal, Barbara Hendricks, Kocsis Zoltán, Kobayashi Ken-Ichiro, Sir Roger Moore, Kornél Mundruczó, Sergei Nakarjakov, Perényi Miklós, Jean Rochefort, Mstislav Rostropovitch, Vladimir Spivakov, Vásáry Tamás, a Keller-, a Takács-Nagy- és a Tokyo Kvartet. Szinte állandó meghívottja volt a "Festival de Musique en Mer sur le Mermoz" rendezvényének.
Hernádi Ákossal sikeres zongoraduót alakítottak Bartók, Dohnányi és Liszt kétzongorás műveinek tolmácsolására.
A Darvas János által Brahmsról készített "Wären nicht die Frauen" c. film zenei idézeteinek is közreműködője volt Daniel Barenboïm, Dietrich Fischer-Dieskau, Kocsis Zoltán és Itzhak Perlman mellett.
2003-ban Kocsis Zoltán és Hamar Zsolt vezetésével a Nemzeti Filharmonikusok két hónapos amerikai turnéjának egyik szólistája volt.
Visszajáró vendége olyan jelentős hazai rendezvényeknek, mint a Tavaszi Fesztivál és a tiszadobi Zongorafesztivál.
Játékát számos hazai és külföldi TV- és rádiófelvétel őrzi, Liszt és Bartók lemezfelvételeivel kivívta a nemzetközi szaksajtó elismerését.
A francia Liszt Társaság művészeti tanácsadója.

## Egyéb tevékenységek
Koncertjei mellett 1990 és 1996 között tanított az Européen Conservatoire de Musique de Paris-ban. Magyar, francia és japán növendékeknek tart magánórákat. Mesterkurzusokat tart, 2009-ben Tajvanon kéthetes kurzust vezetett.
Nemzetközi zongoraversenyeken zsűrizik: 1996, Parma, Nemzetközi Liszt Zongoraverseny;
2006, Budapest, Nemzetközi Chopin Zongoraverseny;
2008, Utrecht, Nemzetközi Liszt Zongoraverseny;
2010-18, Ile de France, Nemzetközi Zongoraverseny.
2011 Budapest és Weimar Nemzetközi Liszt Zongoraverseny.
A Francia Liszt Társaság művészeti szaktanácsadója.